# 雪見町 (奉天市)
雪見町是奉天滿鐵附屬地的一個町。位於今天的中華人民共和國遼寧省瀋陽市和平區，相当于今和平南大街的北段。因雪见町和信浓町大致在满铁附属地和商埠地的边界上，曾别称“国际马路”。:533
在千代田通（今中華路）以西，南一條通（千日通）的盡頭，千代田公園（今中山公園）南側，鄰接紅葉町、朝日町和竹園町。雪見在日本文化中是十二月的象徵。
雪见町的主干路始建于1917年，最早其范围在浪速通（今中山路）到南三条通（今南三马路）之间。初为土路，后改为石子路。最初设立时，道路中间有成排的界桩，西侧归满铁附属地，初名东五条通；东侧归商埠地，初名九经路。1919年起植树代桩，1922年时奉天商埠局植柳树1,303株。:533雪见广场位于雪见町中部，今为和平广场。
雪见町北端（马路湾区域）有文化清真寺，设立于1926年。1958年被他人占用。1985年因房产开发而拆除。:83